# Ombe Baru
Ombe Baru is een bestuurslaag in het regentschap West-Lombok van de provincie West-Nusa Tenggara, Indonesië. Ombe Baru telt 4231 inwoners (volkstelling 2010).